# Gerd-Dieter Mirtl
Gerd-Dieter Mirtl (* 24. September 1944) ist ein österreichischer Jurist, Betriebswirt, Unternehmer, Wirtschaftsprüfer und Steuerberater.

## Leben und Wirken
Er maturierte in Linz, studierte Recht und Betriebswirtschaft an der Universität Wien und an der Johannes Kepler Universität Linz und promovierte 1969. Bis Ende März 2005 war Mirtl Gesellschafter und Partner bei der KPMG Wirtschaftsprüfungs- und Steuerberatungsgesellschaft, wo er ab 1980 tätig war.
Auf Grund seiner Funktion als Aufsichtsratsvorsitzender der börsennotierten HTI High Tech Industries AG waren seine Stellungnahmen zum Unternehmen von medialem Interesse.

## Funktionen
- Inhaber von Aufsichtsratsmandaten in mehreren Unternehmen, darunter Aufsichtsratsvorsitzender der HTI High Tech Industries AG (ab 2004 bis 2012), der Trierenberg Holding AG (ab 2008), CTI Invest AG - Holding (ab 2008)
- Präsident und Vizepräsident der Kammer der Wirtschaftstreuhänder Oberösterreich (1998 bis 2003)
- Landesobmann der Österreichischen Gesellschaft der Wirtschaftstreuhänder in Oberösterreich[3]
- Präsident der Künstlervereinigung Zülow Gruppe (seit 2000)[4]
- Kuratoriumsmitglied Evangelisches Diakoniewerk Gallneukirchen[5]
- Geschäftsführer und Gesellschafter der K/H/W Wirtschaftstreuhand GmbH Steuerberatungsgesellschaft [6]

## Auszeichnungen
- Großes Goldenes Ehrenzeichen der Stadt Linz (2005)

## Privates
Er hat eine Tochter und einen Sohn. Sein Sohn  Alexander Mirtl ist ein Linzer Top-Anwalt. In seiner Freizeit sammelt er Oldtimer und Sportwagen. Außerdem nimmt er an renommierten Oldtimer Rallys teil (Ennstalclassic, Mille Miglia, uvm.)